# Ilunga Mwepu
Ilunga Mwepu (Congo Belga, 22 de agosto de 1949 — Kinshasa, 8 de maio de 2015) foi um jogador da Seleção Zairense (atual República Democrática do Congo) em 1974, na primeira e única vez em que este país se classificou para uma Copa do Mundo FIFA. Atuava como zagueiro. Em clubes, jogou em apenas um, o Mazembe, de seu próprio país.
Protagonizou uma das cenas mais insólitas da Copa de 1974. Ele chutou a bola antes de uma cobrança de falta a favor da Seleção Brasileira. O árbitro romeno Nicolae Rainea não pensou duas vezes, mostrando-lhe o cartão amarelo. Por trás da ação do zagueiro, entretanto, estava um justificável desespero: conforme relatou à revista FourFourTwo, os guardas do então ditador do Zaire, Mobutu Sese Seko, que se apropriaram da premiação destinada aos jogadores pela classificação (vinte mil dólares para cada um, quantia inimaginável no país), ameaçaram o elenco caso perdesse por mais de três gols contra o Brasil.
| “ | "Então, quando o Rivellino se preparou para cobrar uma falta e já estava 2 x 0 para o Brasil, entrei em pânico e dei um bicudo na bola antes de ele cobrar a infração. A maioria dos jogadores do Brasil e os torcedores nas arquibancadas pensaram que aquilo tudo foi hilário, coisa de amador. Eu só consegui gritar 'Seus malditos!'" para todos eles, porque ninguém ali sabia a pressão que nós estávamos vivendo". | ” |

Mwepu também contou o que houve com os jogadores no regresso ao Zaire:
| “ | "Mesmo não perdendo por mais de três gols para o Brasil, quando chegamos em casa nossos contratos foram rasgados e os empregos para treinar algum time depois da aposentadoria nunca apareceram para aqueles jogadores. Eu ouvi uma vez que Mobutu acreditava que nós tínhamos feito a percepção a respeito do futebol africano retroceder 20 anos. Muitos jogadores, incluindo eu, vivem hoje como marginais. Se eu tivesse a chance de voltar no tempo, teria trabalhado mais duro para me tornar um fazendeiro ou algo assim. | ” |

Faleceu em 8 de maio de 2015 vítima de doença prolongada no hospital Saint-Joseph de Limete em Kinshasa. 